# Nguyễn Thanh Hải (cầu thủ bóng đá)
Nguyễn Thanh Hải (sinh ngày 26 tháng 11 năm 1988) là cầu thủ bóng đá người Việt Nam chơi ở vị trí Tiền vệ tấn công cho câu lạc bộ Long An thuộc Giải bóng đá Hạng Nhất Quốc gia.